# Gravírozás

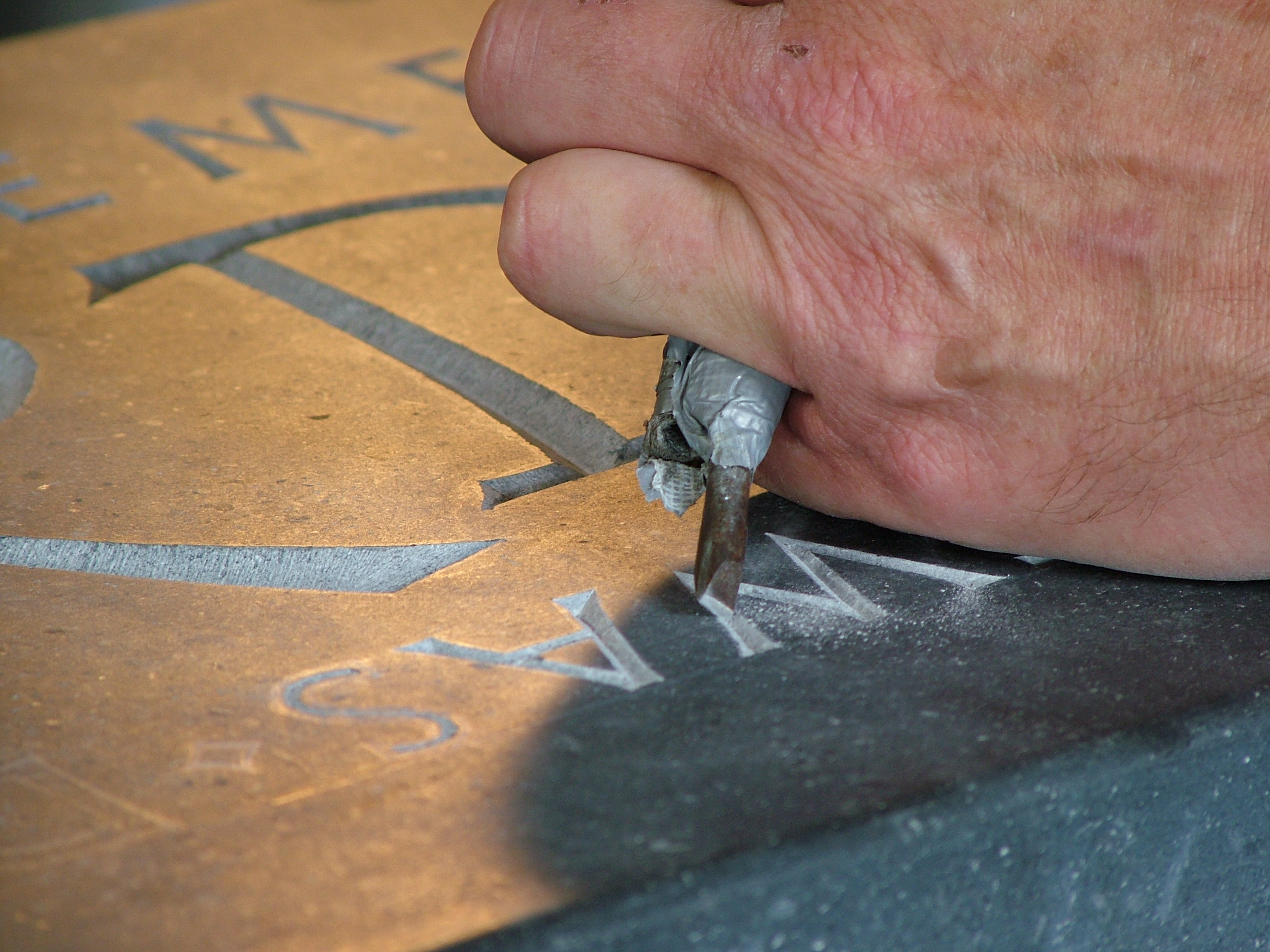
Gravírozás

A gravírozás az a gyakorlat, amikor a művész vagy iparos egy mintát, rajzolatot vág vagy vés kemény, általában sima felületre kézzel egy speciális vésőszerszámmal, vagy manapság gépi segítséggel, gravírtűvel.
A gravírozás bővebb értelemben: az ősi eredetű vésés, karcolás kézi erővel, és a manapság már elterjedt gépi segítséggel készített ábrakialakítás, úgymint pantográffal segített gravírozás vagy CNC-gravírozás.
A gravírozás már régóta jelen van különböző formákban, a gépi gravírozás, azt jelenti, hogy lézer segítségével kerül rá a tárgyakra a logó vagy felirat. Az embléma beleég a termékbe így egy rendkívül tartós, jól látható és olvasható felirat, logó készíthető, szinte bármilyen anyagra.
Az eredmény önmagában is díszített tárgy lehet, például amikor ezüstre, aranyra, acélra vagy üvegre gravíroznak, vagy rézből vagy más fémből, esetleg régebben fából készült nyomólapot képeznek ki, a képek papírra nyomtatására nyomtatványként vagy illusztrációként.
Ezeket a képeket metszeteknek is nevezik. A vésés-gravírozás az egyik legrégebbi és legfontosabb technika a nyomtatásban.
A gravírozás címszót célszerű két fő részre bontani, úgymint kézi gravírozás, metszetkészítés és gépi gravírozás.

## Kézi gravírozás, metszés, vésés
Ez a képalkotó technika nagyon ősi időkre tekint vissza. Az emberek gravírozási mintáinak első bizonyítéka az 540 000 és 430 000 év közötti vésett héj, amelyet Indonéziában, Jáván, Trinilben találtak, ahol az első Homo erectust fedezték fel.

## Fordítás
Ez a szócikk részben vagy egészben  az   Engraving című angol Wikipédia-szócikk fordításán alapul.  Az eredeti cikk szerkesztőit annak laptörténete sorolja fel. Ez a jelzés csupán a megfogalmazás eredetét és a szerzői jogokat jelzi, nem szolgál a cikkben szereplő információk forrásmegjelöléseként.